# 宝合丁
宝合丁（？—1271年），元朝回回人，元世祖时中书平章政事。
宝合丁在元世祖忽必烈中统初年，担任同知东平路宣慰使，建议以茧丝收赋税，让百姓先税后输，被东平路宣慰使张德辉阻止。至元二年（1265年）入朝为中书省平章政事。不久，出任大理等三十七部宣慰使都元帅。在云南王忽哥赤属下，控云南军政大权。至元八年（1271年），他和王傅阔阔带、阿老瓦丁、亦速夫等人合谋毒杀云南王忽哥赤。王府文学张立道派人到京师揭发，忽必烈派御史大夫博罗欢来审理此案，将宝合丁诛杀。
| 前任： 赛典赤·赡思丁 | 元朝平章政事 1265年 同时担任：趙璧、阿合馬、廉希憲 | 繼任： 宋子貞 |